# Robert Benmussa
Robert Benmussa (* 20. Jahrhundert) ist ein französischer Filmproduzent.

## Karriere
Benmussa tritt seit 1987 als Produzent in Erscheinung und war seither an mehr als zwei Dutzend Produktionen beteiligt, in erster Linie als ausführender Produzent. Eine langjährige Zusammenarbeit verbindet ihn dabei mit Roman Polański und dem Produzenten Alain Sarde. Gemeinsam mit Polański betreibt er die Produktionsfirma RP Productions.
Bei der Oscarverleihung 2003 war er mit Roman Polański und Alain Sarde für Der Pianist für den Oscar in der Kategorie Bester Film nominiert. Die drei gewannen für den Film bei den British Academy Film Awards im Jahr 2003 in der Kategorie Bester Film. Im gleichen Jahr erhielt er den Polnischen Filmpreis, ebenfalls in der Kategorie Bester Film.
Erneut mit Polanski und Sarde wurde Benmussa beim Europäischen Filmpreis 2010 für Der Ghostwriter mit dem Preis als bester europäischer Film ausgezeichnet. 2011 und 2014 waren sie auch jeweils für den César nominiert.

## Filmografie (Auswahl)
- 1987: Mann unter Feuer (Man on Fire)
- 1995: Sag Ja! (Dis-moi oui)
- 2002: Der Pianist (The Pianist)
- 2003: High Tension
- 2005: Oliver Twist
- 2010: Der Ghostwriter (The Ghost Writer)
- 2013: Venus im Pelz (La Vénus à la fourrure)